# 이지은 (1999년)
아인(1999년 7월 2일~ )은 대한민국의 배우이다. 2002년 12월, 아역 CF 광고 모델 첫 데뷔하였다.

## 학력
- 서울염리초등학교(졸업)
- 서울여자중학교(졸업)
- 중앙여자고등학교(졸업)

## 출연 작품

### 드라마
| 연도      | 방송사     | 제목               | 역할        | 비고        |
| --------- | ---------- | ------------------ | ----------- | ----------- |
| 2004-2005 | MBC        | 영웅시대           | 은하        |             |
| 2006      | tvN        | tvN 개국쇼         | 신동엽 딸   |             |
| 2007      | MBC        | 하얀거탑           | 진주        |             |
| 2007      | SBS        | 내 남자의 여자     | 아정        |             |
| 2007      | KBS2       | 꽃 찾으러 왔단다   | 왕따 소녀   |             |
| 2008      | MBC every1 | 별순검 시즌2       | 효선        |             |
| 2008      | KBS2       | 최강칠우           | 송주희      |             |
| 2009      | KBS1       | 청춘 예찬          | 어린 이순영 | 유다인 아역 |
| 2010      | OCN        | 신의 퀴즈          | 홍성미      |             |
| 2010      | SBS        | 나쁜 남자          | 어린 최선영 | 김민서 아역 |
| 2010      | MBC        | 글로리아           | 어린 나진진 | 배두나 아역 |
| 2010      | MBC        | 동이               | 여리        |             |
| 2011-2012 | 채널A      | 천상의 화원 곰배령 | 오모니카    |             |
| 2012      | MBC        | 사랑했나봐         | 어린 한윤진 | 박시은 아역 |
| 2017      | KBS2       | 마녀의 법정        | 어린 장유미 | 송채윤 아역 |
| 2017      | KBS2       | 흑기사             | 최서린/샤론 | 서지혜 아역 |
| 2018      | KBS2       | 슈츠               | 강아영      |             |
| 2021      | KBS2       | 경찰수업           | 조성은      |             |

- (2010년) 《롤러코스터(탐구생활)》- 크리스마스편 2010

### 텔레비전 MC(진행)
EBS 1TV
- (2013년 3월 4일~2014년 8월 28일) 《생방송 톡!톡! 보니하니》- 진행(메인 MC) 하니 역

### 텔레비전 예능
- SBS(2006년) 《진실게임》- 스타대역 꼬마이효리
- KBS(2007년) 《재미있는 tv 미술관》고정출연

### 영화
- 2006년 《아이스케키》- 우마차손녀역
- 2007년 《상실의 시대》단편 - 주인공 역
- 2009년 《웨딩팰리스》- 어린나영 역
- 2010년 《김복남 살인사건의 전말》- 연희 역
- 2011년 《수상한 고객들》- 선희 역
- 2017년 《 군함도》- 교복여학생역

### 뮤지컬
- 성남문화재단 (2005.12.16~2005.12.25) 《신구》의《크리스마스 캐롤》- 줄리아 역 - 성남오페라하우스
- EBS (2013.12.31~2014.1.26) 《톡톡 튀는 보니하니쇼》《미스터뱅의음모》- 서울 - 코엑스 오디토리움
- EBS (2014.3.22~2014.3.23) 《톡톡 튀는 보니하니쇼》《미스터뱅의음모》- 부산 - MBC 롯데아트홀
- EBS (2014.4.19~2014.4.20) 《톡톡 튀는 보니하니쇼》《미스터뱅의음모》- 고양 - 고양어울림극장
- EBS (2014.5.24~2014.5.25) 《톡톡 튀는 보니하니쇼》《미스터뱅의음모》- 대전 - CMB엑스포아트홀
- EBS (2014.5.31~2014.6.1) 《톡톡 튀는 보니하니쇼》《미스터뱅의음모》- 대구 - 엑스코 오디토리움
- EBS (2014.6.28~2014.6.29) 《톡톡 튀는 보니하니쇼》《미스터뱅의음모》- 수원 - SK아트리움
- EBS (2014.7.26~2014.8.31) 《아듀 톡톡 튀는 보니하니쇼》《미스터뱅의음모》- 서울앵콜 - 이화여자대학교 삼성홀

### 광고영상(지면)
- 포프리
- 프로스펙스
- 크린토피아 교육영상
- 아이원복카달록
- 맥도날드 해피밀
- 한국전력 (에너지절약) 캠페인 1, 2편
- 토토헤로스
- KTF
- 궁전케익
- 미르치과병원 지면
- 롯데백화점 포스터
- 잡지패션의류 기타 다수

### 율동비디오
- 리아의 율동 비디오(2005년)
- 슛돌이 키크는 체조(2006년)

### 기타
- (2006년) 고양시 세계 꽃 박람회 '바디플라워쇼'
- (2006년) 국제유아교육박람회 바나나칩스 패션쇼(5일)